# Прогресивна громадянська партія Ліхтенштейну
Прогресивна громадянська партія Ліхтенштейну (нім. Fortschrittliche Bürgerpartei in Liechtenstein, FBP) — правоцентристська християнсько-демократична консервативна політична партія Ліхтенштейну.
Партія була заснована у 1918 році на противагу ліберально-консервативній Народній партії та підтримувалася духовенством, селянством і торговцями. У 1928–1970, 1974–1978, 1993 і 2001–2005 роках партія мала у своєму розпорядженні абсолютну більшість у парламенті князівства і формувала однопартійні уряди. У 2003 році партія під керівництвом прем'єр-міністра Отмара Гаслера підтримала на референдумі розширення повноважень князя. У 2005 році партія втратила більшість у парламенті і була змушена утворити коаліцію з Патріотичним союзом, який у 2009 році здобув перемогу на виборах. На виборах 2013 року повернула лідерство у парламенті, отримавши 10 мандатів. 
На виборах 2021 року отримала 10 мандатів 2013 року. Лідером партії є  — Адріан Гаслер.

### Відомі представники партії
- Йозеф Оспельт- прем'єр міністр

- Йозеф Хооп — прем'єр-міністр Ліхтенштейну в 1928–1945 рр.
- Герард Батлінер — прем'єр-міністр Ліхтенштейну в 1962–1970 рр.
- Вальтер Кібер — прем'єр-міністр Ліхтенштейну в 1974–1978 рр.
- Маркус Бюхель — прем'єр-міністр Ліхтенштейну в 1993 р.
- Александер Фрік — прем'єр-міністр Ліхтенштейну в 1945–1962 рр.
- Отмар Гаслер прем'єр-міністр Ліхтенштейну в 2001–2009 рр.
- Адріан Гаслер
- Сабіна Монауті - віце-прем'єр